# BEAT Cycling
BEAT Cycling (UCI kód: BCY) je nizozemský cyklistický UCI Continental tým, jenž vznikl v roce 2017 jako amatérský. Tým závodí v silniční a dráhové cyklistice. Mezi zakládajícími závodníky patří Theo Bos, Matthijs Büchli a Roy van den Berg.

## Soupiska týmu
K 1. lednu 2022
- Jente Boons (BEL) (* 19. března 2002)
- Jordy Bouts (BEL) (* 8. srpna 1996)
- Matthijs Büchli (NED) (* 13. prosince 1992)
- Sven Burger (NED) (* 22. května 1997)
- Stijn Daemen (NED) (* 25. července 1999)
- Bram Dissel (NED) (* 12. července 1998)
- Yoeri Havik (NED) (* 19. února 1991)
- Vincent Hoppezak (NED) (* 2. února 1999)
- Lucas Janssen (NED) (* 6. ledna 2003)
- Jochem Kerckhaert (NED) (* 29. října 2000)
- Jens Schuermans (BEL) (* 13. února 1993)
- Jan-Willem van Schip (NED) (* 20. srpna 1994)